# Borgoratto Alessandrino
Borgoratto Alessandrino (Borgorat in piemontese) è un comune italiano di 541 abitanti della provincia di Alessandria in Piemonte.

## Storia

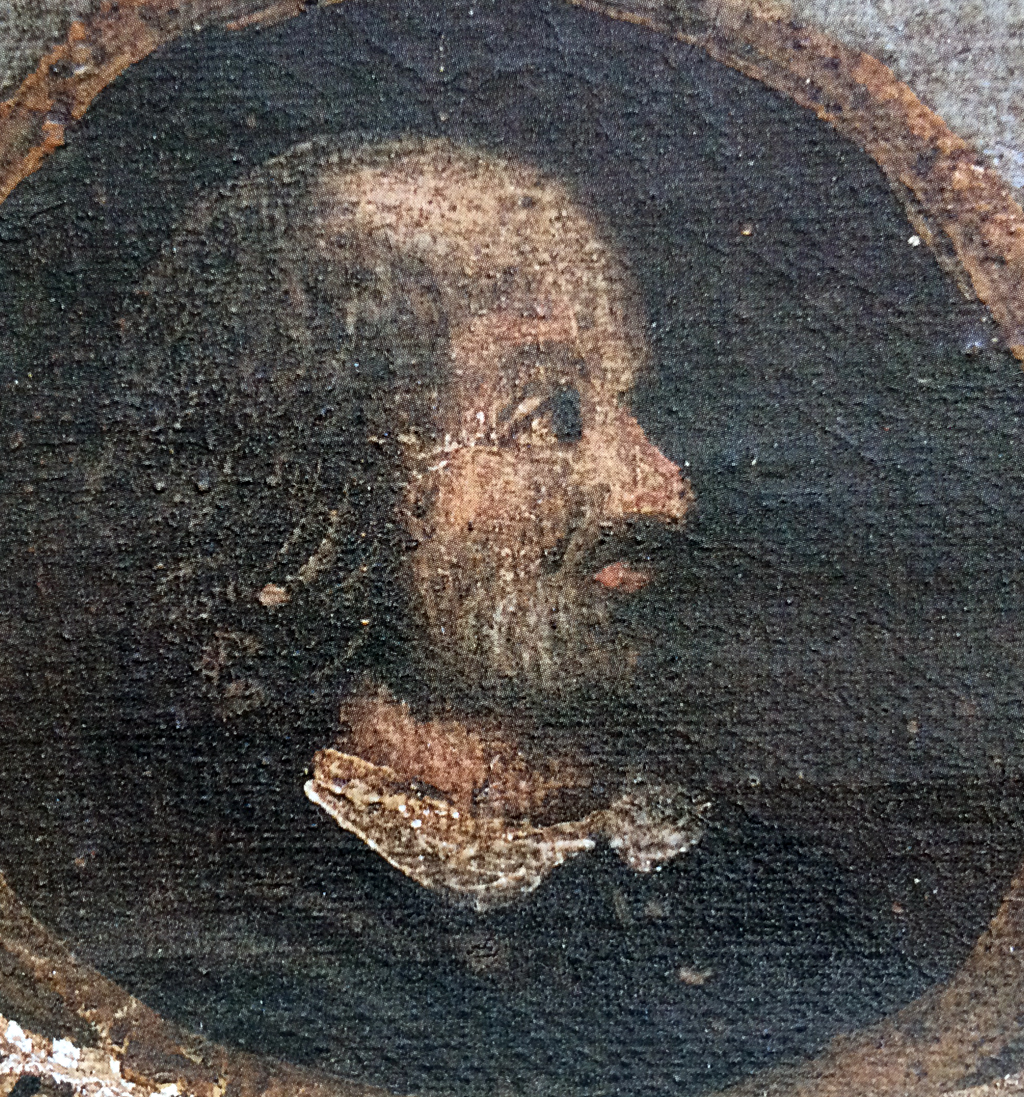
Simonino Ghilini († 1449)
Signore di Borgoratto

Borgoratto Alessandrino esisteva prima del XIII secolo. La tradizione vuole che il nome derivi da un gruppo di famiglie dette Ratti o De' Ratti. Un'altra ipotesi è che si potrebbe trattare dell'antico borgo Baldiratium di origine longobarda, ma su questa ipotesi le fonti sono poco attendibili. Il paese si trova in riva al Bormida.
Il 28 maggio 1438 Filippo Maria Visconti, Signore di queste terre, dona a Simonino Ghilini — suo segretario favorito — il feudo di Borgoratto insieme a quello di Gamalero. Su questi feudi ebbe piena disponibilità su castelli, possessioni, molini e dazi a essi pertinenti. La donazione sancì che i feudi venissero separati dalla giurisdizione della città di Alessandria nella quale Simonino era domiciliato. Borgoratto e Gamalero si aggiunsero così ai possedimenti di cui Simonino Ghilini era già proprietario: un mulino con i terreni attigui nei pressi di Vaprio ai quali si aggiunsero quelli di Castelceriolo. Una confisca interrompe il possesso di Borgoratto e Gamalero restituiti poi nel 1450.
In seguito al Trattato di Utrecht del 1713 Borgoratto passò dal Ducato di Milano ai domini di casa Savoia e da allora seguì la storia dei domini sabaudi. 
Fino alla fine degli anni '80 i borgorattesi si riunivano principalmente presso la Società di Mutuo Soccorso ed Istruzione e nella locale osteria.

### Simboli
Lo stemma e il gonfalone del comune di Borgoratto Alessandrino sono stati concessi con il decreto del presidente della Repubblica del 7 aprile 1994.
Il leone coronato è ripreso dal blasone della famiglia Ghilini (d'azzurro, al leone coronato d'argento, armato e linguato di rosso), feudatari di Borgoratto e Gamalero durante la dominazione viscontea; la banda trasversale azzurra ricorda il corso della Bormida.
Il gonfalone è un drappo di azzurro.

## Società

### Evoluzione demografica
Abitanti censiti

## Infrastrutture e trasporti
La stazione di Borgoratto collega il paese alla rete ferroviaria sulla ferrovia Alessandria-San Giuseppe di Cairo.

## Amministrazione
Di seguito è presentata una tabella relativa alle amministrazioni che si sono succedute in questo comune.
| Periodo           | Periodo           | Primo cittadino    | Partito                         | Carica              | Note  |
| ----------------- | ----------------- | ------------------ | ------------------------------- | ------------------- | ----- |
| 24 giugno 1985    | 22 maggio 1990    | Gianfranco Ciberti | Partito Comunista Italiano      | Sindaco             | [ 8 ] |
| 22 maggio 1990    | 24 aprile 1995    | Gianfranco Ciberti | Partito Comunista Italiano      | Sindaco             | [ 8 ] |
| 24 aprile 1995    | 14 giugno 1999    | Gianfranco Ciberti | centro-sinistra                 | Sindaco             | [ 8 ] |
| 14 giugno 1999    | 28 dicembre 2000  | Gianfranco Ciberti | lista civica                    | Sindaco             | [ 8 ] |
| 28 dicembre 2000  | 14 maggio 2001    | Anna Maria Santoro |                                 | Comm. pref.         | [ 8 ] |
| 26 maggio 2001    | 30 maggio 2006    | Maurizio Lanza     | lista civica                    | Sindaco             | [ 8 ] |
| 30 maggio 2006    | 19 gennaio 2010   | Maurizio Lanza     | insieme                         | Sindaco             | [ 8 ] |
| 22 gennaio 2010   | 30 marzo 2010     | Paolo Ponta        |                                 | Comm. straordinario | [ 8 ] |
| 30 marzo 2010     | 31 maggio 2015    | Simone Bigotti     | lista civica Borgoratto insieme | Sindaco             | [ 8 ] |
| 31 maggio 2015    | 20 settembre 2020 | Simone Bigotti     | lista civica Borgoratto insieme | Sindaco             | [ 8 ] |
| 20 settembre 2020 | in carica         | Simone Bigotti     | lista civica Borgoratto insieme | Sindaco             | [ 8 ] |